# Charles Leaf
Charles Symonds Leaf (Marylebone, 13 de novembro de 1895 – 19 de fevereiro de 1947) foi um velejador britânico que competiu nos Jogos Olímpicos de Verão de 1936.
Em 1936 foi tripulante do barco britânico Lalage que conquistou a medalha de ouro na classe de 6 metros. A sua filha, Freydis, foi uma das primeiras mulheres a qualificar-se para ser pilota da RAF.